# Gournay-en-Bray
Pour l’article homonyme, voir Gournay.
Gournay-en-Bray est une commune française située dans le département de la Seine-Maritime en région Normandie. Ancienne place forte dont la fortification remonte au Xe siècle, Gournay-en-Bray a été une grande ville commerçante et la « capitale du beurre » de Normandie jusqu'à la fin du XIXe siècle où elle a été supplantée par Isigny-sur-Mer dans le Calvados. Son centre médiéval a presque totalement été détruit par les bombardements allemands de 1940 pendant la Bataille de France et sa reconstruction aura pris plus de dix ans. Désormais, elle est avec Neufchâtel-en-Bray, l'un des deux pôles majeurs d'emploi du Pays de Bray.

## Géographie

### Description
Gournay-en-Bray est une ville du pays de Bray, située à 14 km de Songeons, à 20 km de Forges-les-Eaux, à 25 km de Gisors, à 30 km de Beauvais, à 38 km des Andelys, à 48 km de Rouen et à 99 km de Paris.
Elle se situe au cœur de la Boutonnière du Pays de Bray, une entité géographique remarquable, « échancrure en forme d’amande » qui s'étire de Beauvais à Dieppe selon un axe nord-est sud-ouest. Gournay-en-Bray se trouve ainsi au centre d'un paysage rural de bocage et d'élevage.

### Communes limitrophes
| Elbeuf-en-Bray       | Cuy-Saint-Fiacre            | Saint-Quentin-des-Prés Oise |
| Avesnes-en-Bray      | Gournay-en-Bray             | Ferrières-en-Bray           |
| Ernemont-la-Villette | Saint-Pierre-es-Champs Oise | Saint-Germer-de-Fly Oise    |

### Hydrographie
La commune est située dans le bassin Seine-Normandie. Elle est drainée par l'Epte, la Morette, le canal 01 de la commune de Gournay-en-Bray, le cours d'eau 01 de la commune d'Ernemont-la-Villette, le cours d'eau 03 de la commune de Gournay-en-Bray, le cours d'eau 04 de la commune de Gournay-en-Bray, la Morette, l'Epte, des bras de la Morette et  et un autre petit cours d'eau,.
L'Epte, d'une longueur de 113 km, prend sa source dans la commune de Compainville et se jette  dans la Seine à Notre-Dame-de-la-Mer, après avoir traversé 44 communes. Les caractéristiques hydrologiques de l'Epte sont données par la station hydrologique située sur la commune. Le débit moyen mensuel est de 1,9 m3/s. Le débit moyen journalier maximum est de 37,4 m3/s, atteint lors de la crue du 3 janvier 2003. Le débit instantané maximal est quant à lui de 41 m3/s, atteint le 2 janvier 2003.
La Morette, d'une longueur de 10 km, prend sa source dans la commune de Elbeuf-en-Bray et se jette  dans l'Epteen limite des communes d'Ferrières-en-Bray et de Gournay-en-Bray, après avoir traversé quatre communes.
Deux plans d'eau complètent le réseau hydrographique : le plan d'eau de la Briqueterie (1,57 ha) et le plan d'eau de la Cornette, d'une superficie totale de 2,1 ha (1,48 ha sur la commune),.
Une association de pêche, la Truite gournaisienne, regroupait, en 2021, une centaine d'amateurs

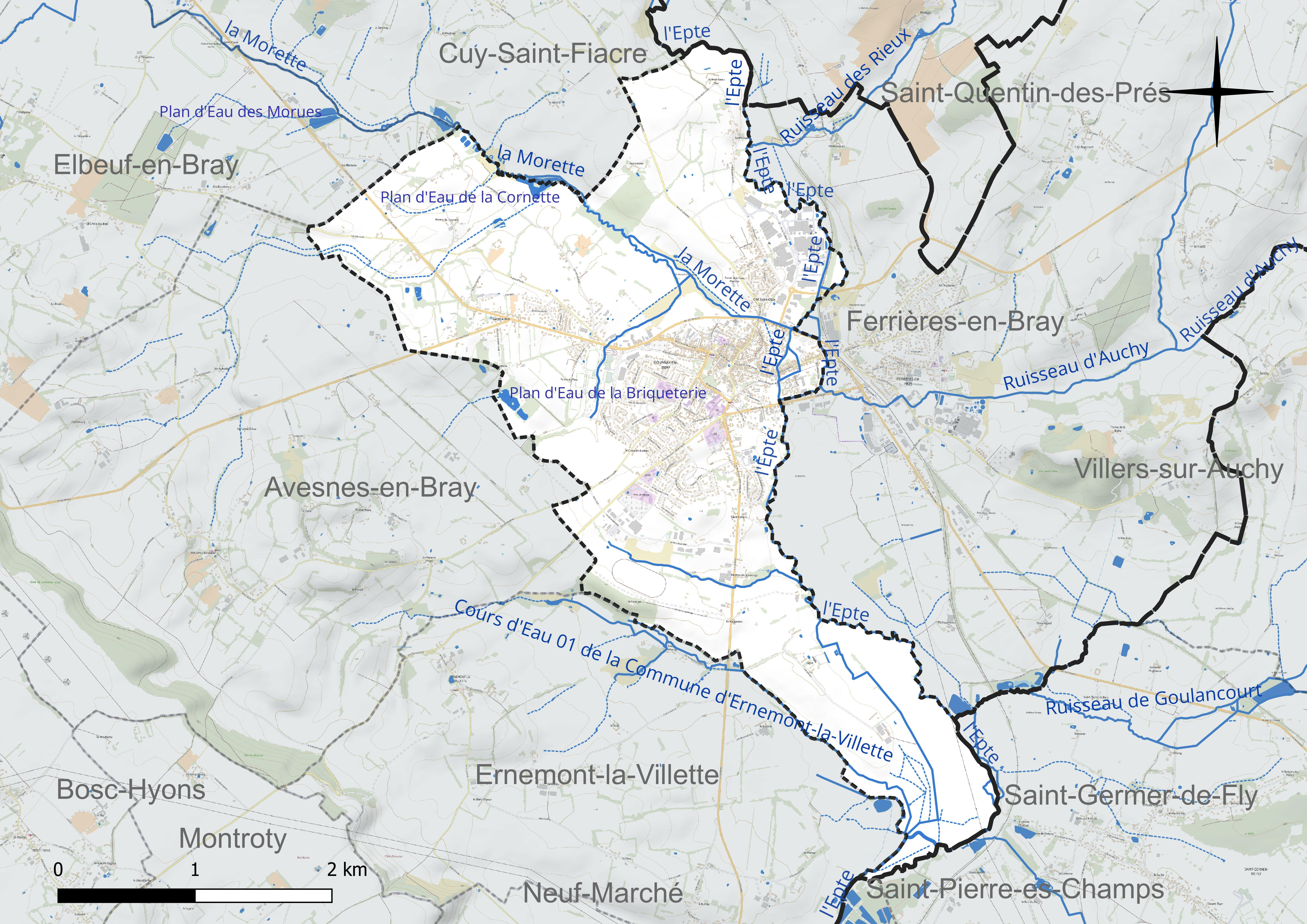
Réseau hydrographique de Gournay-en-Bray.

### Climat
Pour des articles plus généraux, voir Climat de la Normandie et Climat de la Seine-Maritime.
En 2010, le climat de la commune est de type climat océanique dégradé des plaines du Centre et du Nord, selon une étude du CNRS s'appuyant sur une série de données couvrant la période 1971-2000. En 2020, Météo-France publie une typologie des climats de la France métropolitaine dans laquelle la commune est exposée à un climat océanique et est dans la région climatique Côtes de la Manche orientale, caractérisée par un faible ensoleillement (1 550 h/an) ; forte humidité de l’air (plus de 20 h/jour avec humidité relative > 80 % en hiver), vents forts fréquents. Parallèlement le GIEC normand, un groupe régional d’experts sur le climat, différencie quant à lui, dans une étude de 2020, trois grands types de climats pour la région Normandie, nuancés à une échelle plus fine par les facteurs géographiques locaux. La commune est, selon ce zonage, exposée à un « climat contrasté des collines », correspondant au Pays de Bray, bien arrosé et frais.
Pour la période 1971-2000, la température annuelle moyenne est de 10,6 °C, avec une amplitude thermique annuelle de 14,3 °C. Le cumul annuel moyen de précipitations est de 774 mm, avec 12,4 jours de précipitations en janvier et 8,3 jours en juillet. Pour la période 1991-2020, la température moyenne annuelle observée sur la station météorologique la plus proche, située sur la commune de Forges-les-Eaux à 20 km à vol d'oiseau, est de 10,7 °C et le cumul annuel moyen de précipitations est de 860,1 mm,. Pour l'avenir, les paramètres climatiques de la commune estimés pour 2050 selon différents scénarios d’émission de gaz à effet de serre sont consultables sur un site dédié publié par Météo-France en novembre 2022.

## Urbanisme

### Typologie
Au 1er janvier 2024, Gournay-en-Bray est catégorisée petite ville, selon la nouvelle grille communale de densité à sept niveaux définie par l'Insee en 2022.
Elle appartient à l'unité urbaine de Gournay-en-Bray, une agglomération intra-départementale regroupant deux  communes, dont elle est ville-centre,,. Par ailleurs la commune fait partie de l'aire d'attraction de Gournay-en-Bray, dont elle est la commune-centre,. Cette aire, qui regroupe 21 communes, est catégorisée dans les aires de moins de 50 000 habitants,.

### Occupation des sols
L'occupation des sols de la commune, telle qu'elle ressort de la base de données européenne d’occupation biophysique des sols Corine Land Cover (CLC), est marquée par l'importance des territoires agricoles (72 % en 2018), en diminution par rapport à 1990 (78,1 %). La répartition détaillée en 2018 est la suivante : 
prairies (61,7 %), zones urbanisées (24 %), terres arables (9,3 %), zones industrielles ou commerciales et réseaux de communication (3 %), zones agricoles hétérogènes (1 %), zones humides intérieures (1 %). L'évolution de l’occupation des sols de la commune et de ses infrastructures peut être observée sur les différentes représentations cartographiques du territoire : la carte de Cassini (XVIIIe siècle), la carte d'état-major (1820-1866) et les cartes ou photos aériennes de l'IGN pour la période actuelle (1950 à aujourd'hui).

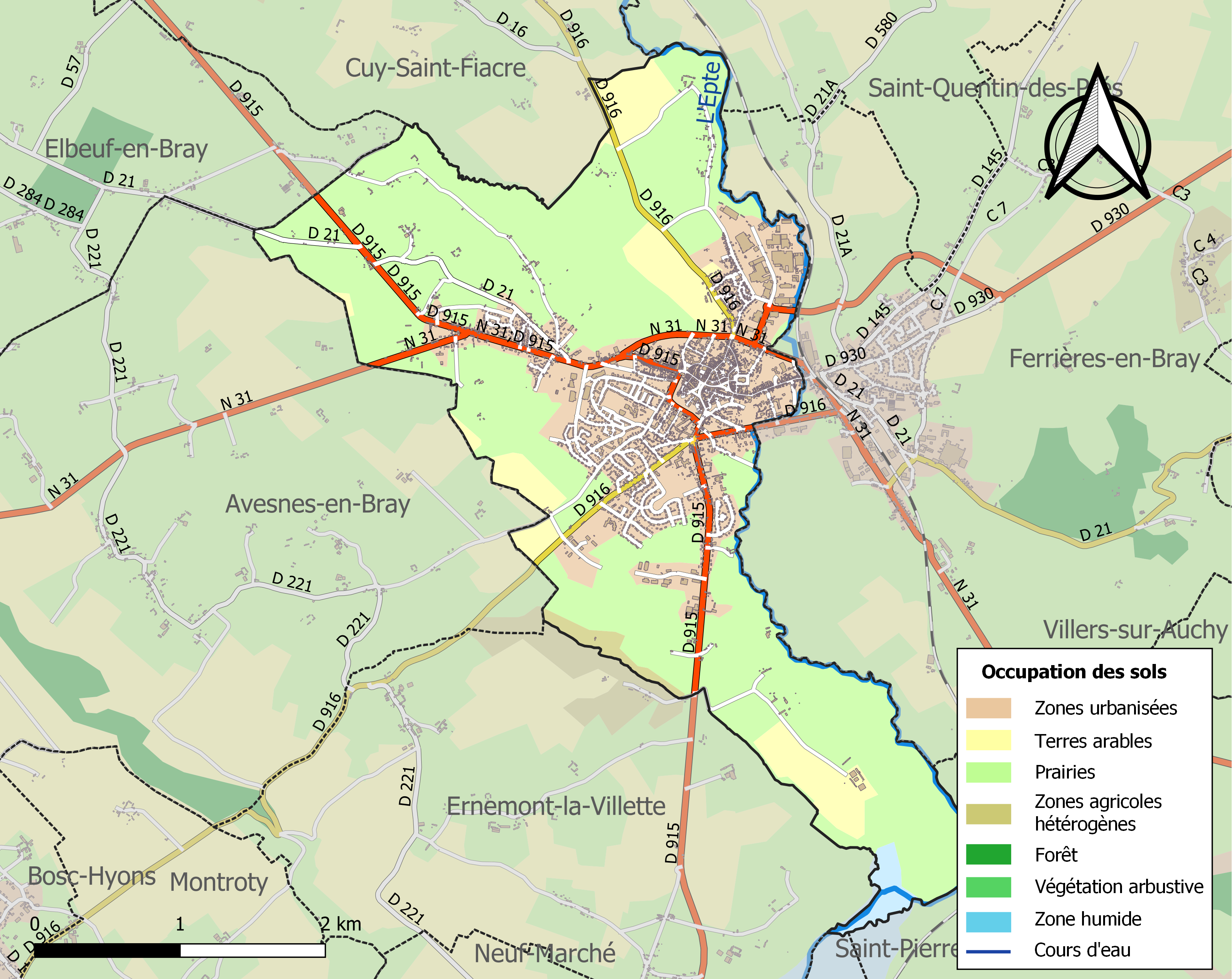
Carte des infrastructures et de l'occupation des sols de la commune en 2018 (CLC).

### Lieux-dits, hameaux et écarts

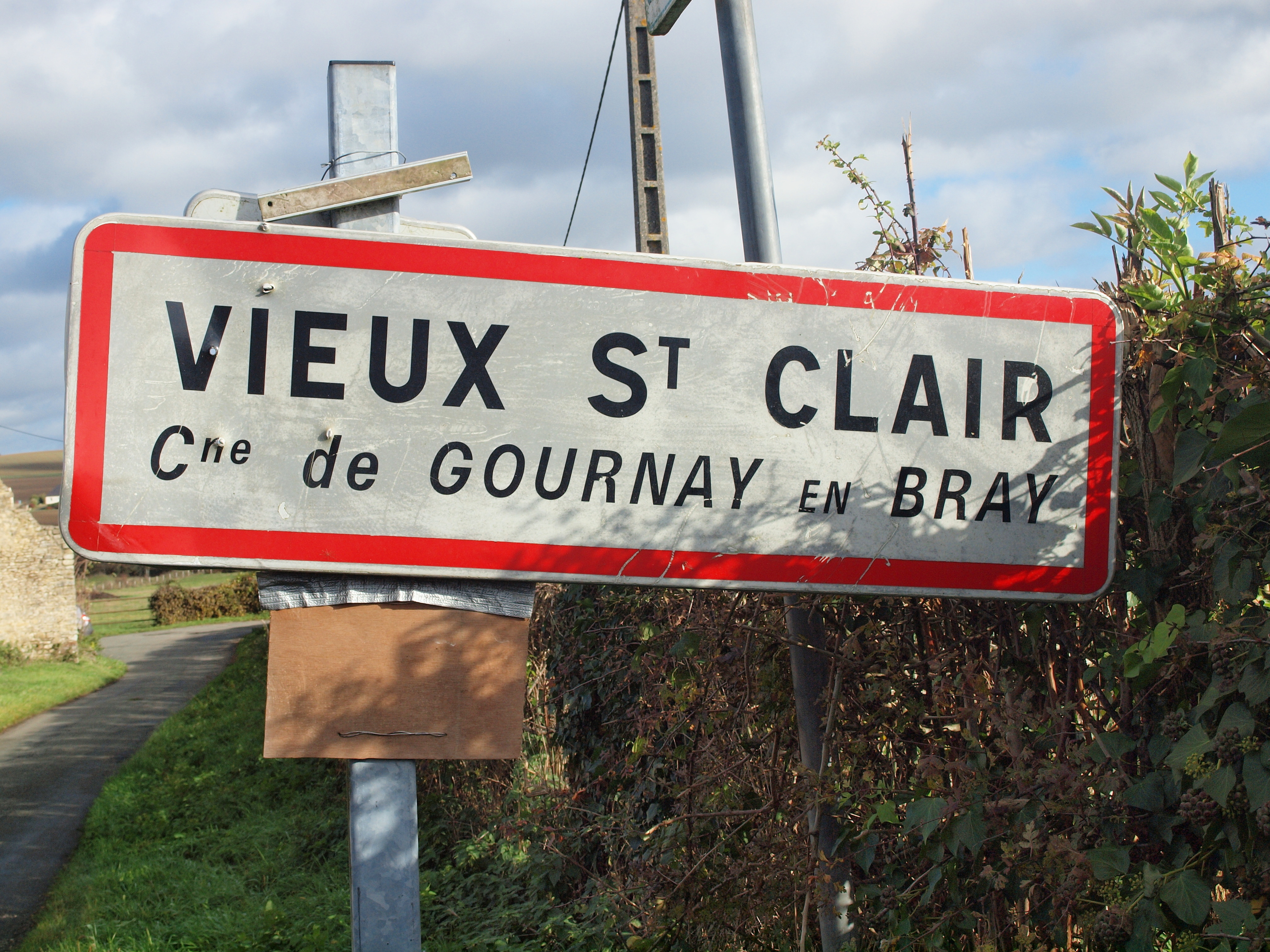

Gournay-en-Bray compte un hameau, le Vieux-Saint-Clair.

### Habitat et logement
En 2018, le nombre total de logements dans la commune était de 3 408, alors qu'il était de 3 344 en 2013 et de 3 108 en 2008.
Parmi ces logements, 85,6 % étaient des résidences principales, 1,1 % des résidences secondaires et 13,3 % des logements vacants. Ces logements étaient pour 51,6 % d'entre eux des maisons individuelles et pour 47 % des appartements.
Le tableau ci-dessous présente la typologie des logements à Gournay-en-Bray en 2018 en comparaison avec celle de la Seine-Maritime et de la France entière. Une caractéristique marquante du parc de logements est ainsi une proportion de résidences secondaires et logements occasionnels (1,1 %) inférieure à celle du département (3,9 %) mais supérieure à celle de la France entière (9,7 %). Concernant le statut d'occupation de ces logements, 37,9 % des habitants de la commune sont propriétaires de leur logement (37,8 % en 2013), contre 53 % pour la Seine-Maritime et 57,5 pour la France entière.
| Typologie                                               | Gournay-en-Bray | Seine-Maritime | France entière |
| ------------------------------------------------------- | --------------- | -------------- | -------------- |
| Résidences principales (en %)                           | 85,6            | 88             | 82,1           |
| Résidences secondaires et logements occasionnels (en %) | 1,1             | 3,9            | 9,7            |
| Logements vacants (en %)                                | 13,3            | 8,1            | 8,2            |

### Voies de communication et transports

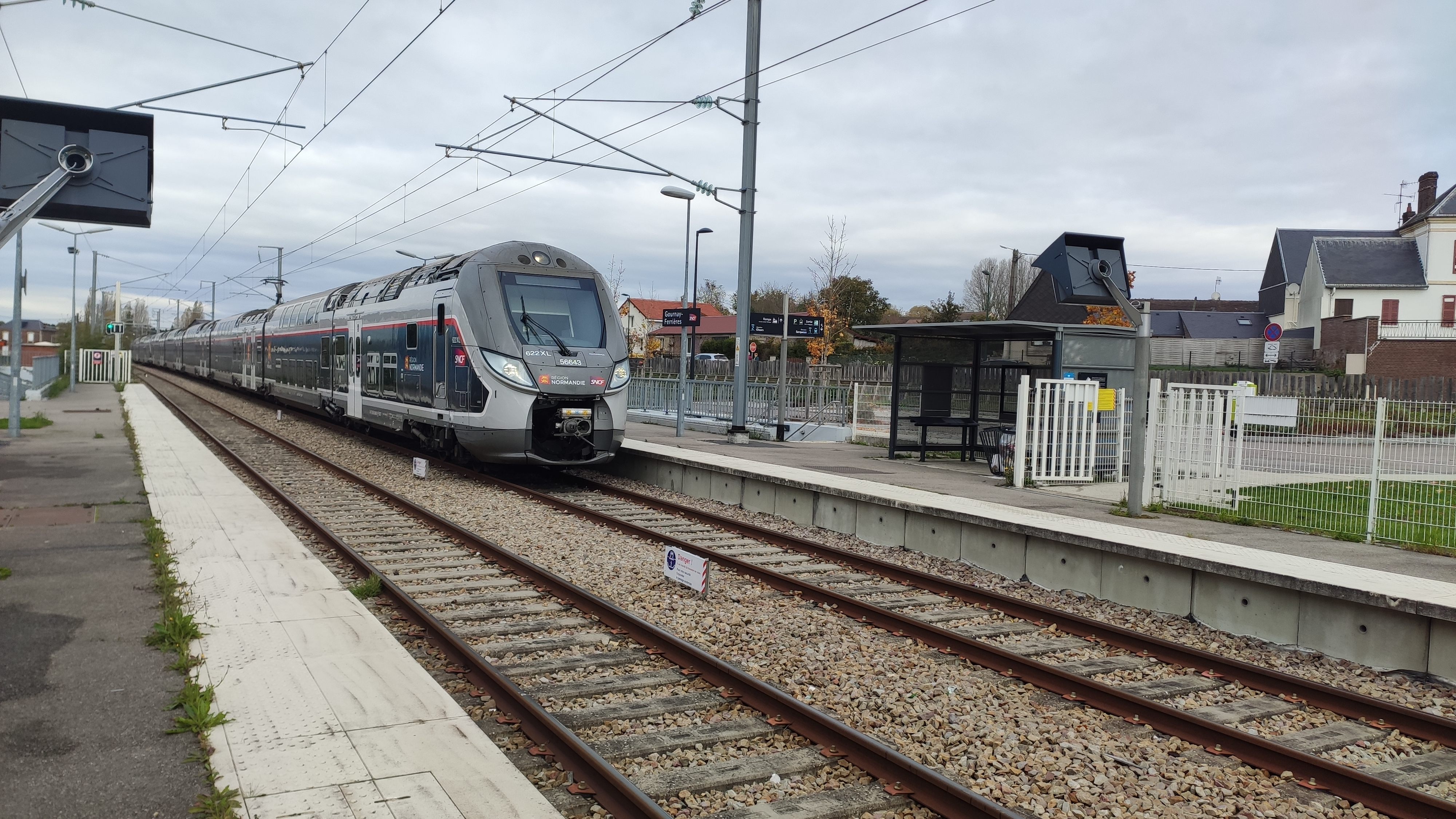
La gare.

Gournay-en-Bray était desservie par la gare de Gournay-Ferrières située sur la ligne de Paris à Dieppe. Elle a été fermée en juillet 2024.
La commune est desservie, dès 2023, par les lignes 610, 6123, 6147 et 6149 du réseau interurbain de l'Oise. Elle est également desservie par les lignes 522, 527 et 539 du réseau Nomad Car 76,,.

## Toponymie

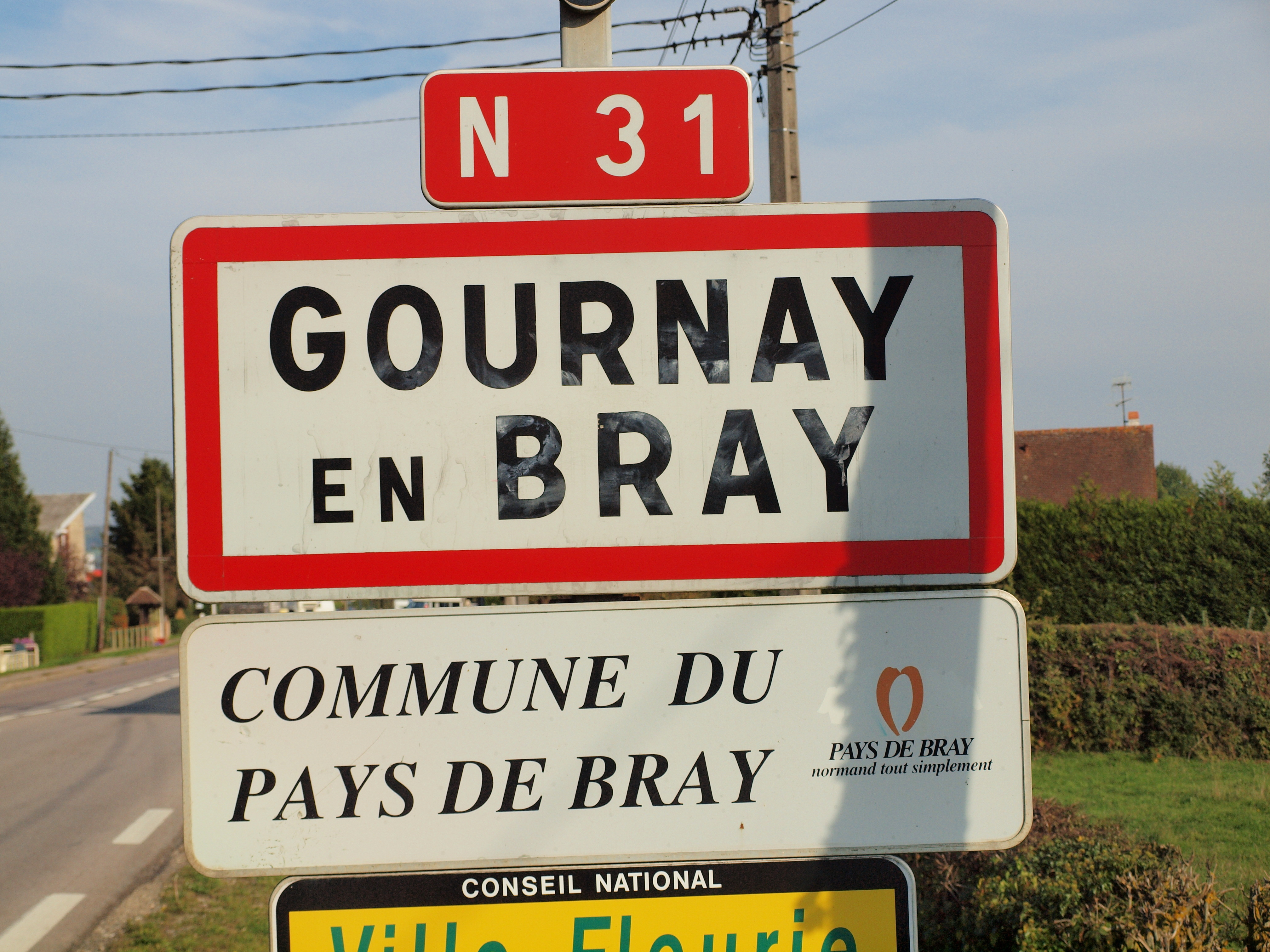
Panneau d'entrée de la ville.

Le nom de la localité est attesté sous la forme Gornai entre 1049 et 1053, Gurnai vers 1060.
Toponyme comparable aux innombrables Gournay et Gornac de France et signifiant « bief, pêcherie » sur la base de l'appellatif celtique *gorn > gord et le suffixe celtique localisant bien connu -ako (latinisé en -acum).
La référence au pays de Bray, région naturelle du nord-ouest de la France partagée entre les départements de Seine-Maritime et de l'Oise a été ajouté au nom de la ville le 9 avril 1962 en raison du risque minime de confusion avec Gournay-le-Guérin dans l'Eure,.

## Histoire

### Antiquité
Des groupements d'habitations existent à Gournay-en-Bray lors de la Guerre des Gaules par Jules César, tout comme à Alges, à Saint-Clair-sur-Epte, à Ferrières-en-Bray, à Dampierre-en-Bray, à Elbeuf-en-Bray, à Avesnes-en-Bray, à Neuf-Marché, etc.

### Moyen Âge
Pendant l'époque franque, Gournay, sous le vocable de Gornacum, est cité comme l'un des dix points principaux du pagus Bracensis (pays de Bray) de la Neustrie.
En 911, par le traité de Saint-Clair-sur-Epte, Charles III le Simple concède à Rollon la région comprise entre « l’Epte et la mer ». Ce dernier confie le pagus de Bray à Eudes de Gournay, le chevalier à l'écu noir, à charge pour lui et ses successeurs de garder les marches et de fournir douze de leurs vassaux aux ducs de Normandie lors de leurs guerres.
Gournay est fortifié à partir de 984, avec la construction de la tour Hue construite par Hugues Ier de Gournay.
En 990, Gournay reçoit les reliques d'Hildevert, évêque de Meaux. Le seigneur de Gournay décide alors de construire une église qui prend alors son vocable actuel.
En 1066, Hugues II de Gournay et son fils Néel combattent aux côtés de Guillaume le Conquérant à la bataille d'Hastings. En raison de leur bravoure Hugues II reçoit des fiefs dans l'Essex et le Suffolk et Néel reçoit plusieurs domaines dans le Somerset près de Bristol et de Bath.

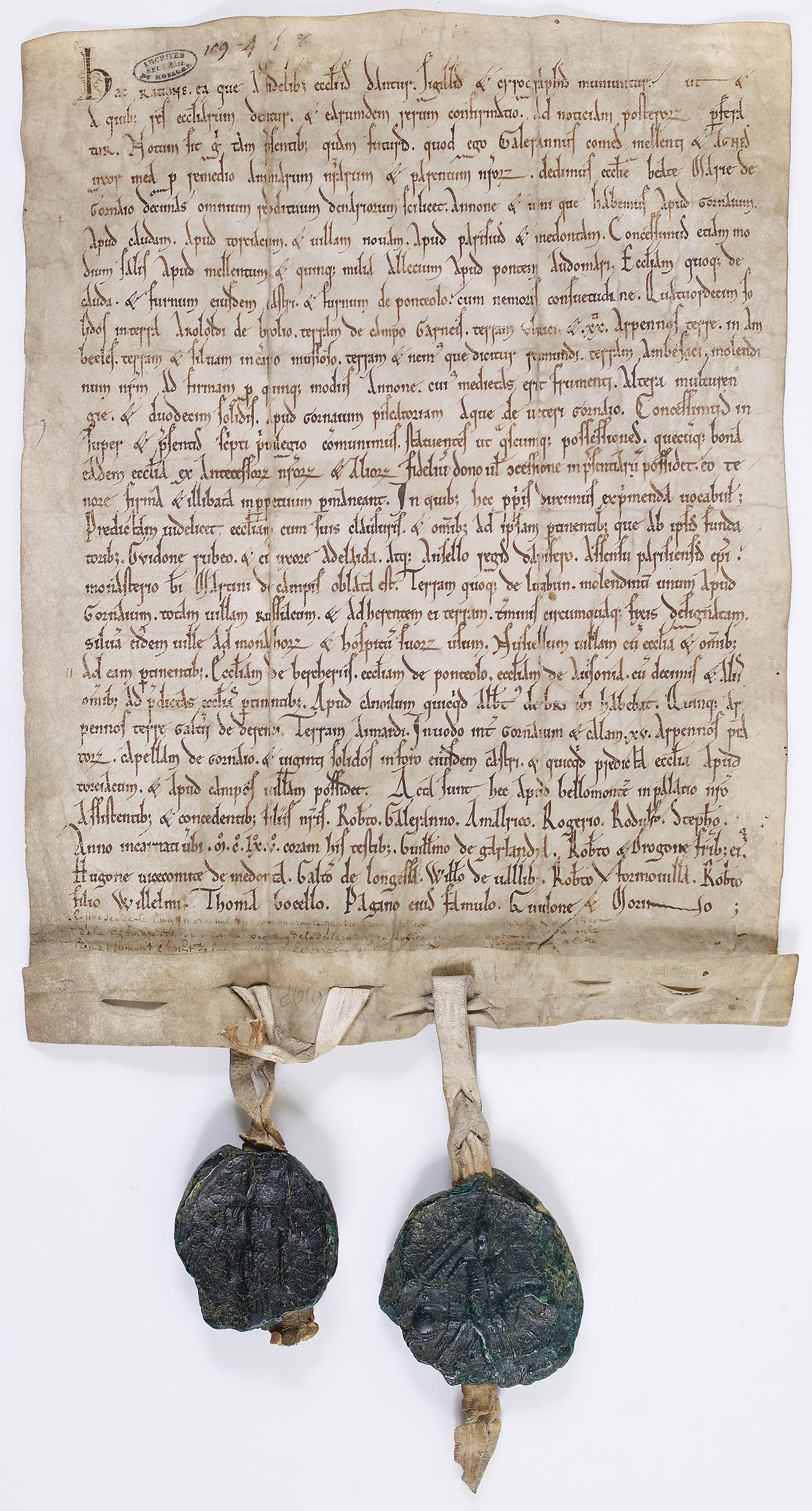
Donation par Galeran, comte de Meulan, au prieuré Notre-Dame de Gournay d'un muid de sel à prendre à Meulan et de cinq mille harengs à prendre à Pont-Audemer, faite à Beaumont, 1165 (Archives nationales de France).

En 1171, neuf chanoines de l'abbaye Notre-Dame de Bellozanne sont nommés à la paroisse Saint-Hildevert de Gournay permettant à l'église de devenir une collégiale.
Lors de la  révolte de 1173-1174, Henri le Jeune, en guerre contre son père, et ses alliés, Philippe d'Alsace comte de Flandre, Mathieu d'Alsace comte de Boulogne et Louis VII de France prennent Gournay et font prisonniers Hugues IV de Gournay et 160 hommes ; ils incendient partiellement le château et la collégiale Saint-Hildevert.
La nouvelle église est consacrée le 29 avril 1192. La foire Sainte-Croix, qui a lieu en septembre, remonte à 1193, quand Hugues V de Gournay revient de croisade.
En juin 1194, Philippe Auguste s'avance vers Gournay où il capture Robert de Leicester.

## Historique
À la suite de la confiscation (commise) de l'ensemble des possessions française de Jean sans Terre par jugement du 28 avril 1202, en juin 1202, Philippe Auguste met le siège devant Gournay resté fidèle à Jean, après avoir pris Eu et Drincourt. La ville est reprise après que les troupes du roi de France aient ouvert le barrage qui retenait les eaux de l'Epte et de la Morette et qui, une fois libérées, emportèrent les défenses de la ville. Il fait chevalier dans l'église Saint-Hildevert Arthur Ier de Bretagne, et le fiance à sa fille Marie.
En 1204, le roi de France confisque les domaines d'Hugues V de Gournay qui quitte la France. La ville et le comté appartiennent alors à la couronne de France jusque sous le règne de Louis XI qui la donne à la famille d'Harcourt, comtes de Tancarville, avant de passer aux mains des princes d'Orléans-Longueville en 1488 puis à la maison des Montmorency-Luxembourg à partir de 1724.
En 1375, la ville subit un incendie qui se termine après une procession des reliques de saint Hildevert.
Durant la guerre de Cent Ans, la ville est occupée durant 41 ans par les Anglais.
En 1435, les troupes anglaises de John FitzAlan, comte d'Arundel sont battues par les troupes françaises commandées  par La Hire lors de la bataille de Gerberoy et Jean Poton de Xaintrailles et poursuivies jusqu'au lieu-dit « Les Épinettes », aux abords de Laudencourt, un hameau des environs de Gournay.
Gournay est reprise en 1449 par les troupes royales du roi de France commandées par Louis de Luxembourg comte de Saint-Pol.
Le 24 juin 1465, le duc de Bourgogne, Charles le Téméraire, prend la ville, la pille et la saccage ainsi que le château de Goulancourt situé à Senantes, celui du Coudray-Saint-Germer, les environs de Gerberoy et le pays de Bray. Le 20 septembre de la même année, Charles de Melun reprend la ville au nom du roi de France.

### Époque moderne
Le 21 août 1589, Henri d'Orléans, duc de Longueville et seigneur de Gournay, ouvre les portes de la ville à Henri IV. Le 4 septembre 1589, la ville, défendue par 700 à 800 hommes, est assiégée par les troupes de la Ligue commandée par Charles de Mayenne. Le 7 septembre, après avoir ouvert une brèche près de la porte Ybert, les ligueurs pénètrent et prennent la ville. Philippe de Marles, seigneur de La Falaise devient gouverneur de Gournay.
En octobre 1591, le maréchal Biron assiège et prend la ville au nom d'Henri IV. À cette occasion, les Anglais dressent une carte du siège de la ville qui constitue la plus ancienne représentation de Gournay-en-Bray. René du Bec, marquis de Vardes, devient gouverneur de la ville.
Une longue période de paix s'installe dans la région, permettant à la ville de prospérer jusqu'à la Révolution française.

### Époque contemporaine
De 1789 à 1793, elle fut chef-lieu du district de Gournay. De 1791 à 1794, période d'incertitude, chaque élection municipale apporte un nouveau maire. En 1793, les districts sont supprimés et Gournay devient chef-lieu du canton de Gournay-en-Bray.
En 1791, les paroisses sont regroupées. C'est ainsi que les paroisses Notre-Dame de Gournay, Saint-Aubin, Saint-Clair et une partie de celle de Ferrières-en-Bray sont réunies à la paroisse Saint-Hildevert de Gournay.
L'église paroissiale Notre-Dame est fermée en 1792, vendue comme bien national tout comme le prieuré Saint-Aubin et les églises d'Alges et de Saint-Clair.
Après avoir été une commune à part entière Alges en 1791, Gournay l'absorbe définitivement en l'an III (1794). Au cours de la Révolution française, la commune, alors nommée simplement Gournay, porta provisoirement le nom de Consolation. Cadoudal aurait logé au manoir d'Aché à Saint-Clair-sur-Epte.
Vers 1798, Christophe Potter (1751-1817), homme politique anglais et chef d'entreprise français, établit une manufacture de porcelaine en association avec son bras droit, George Wood. Cette manufacture arrête sa production vers 1811.

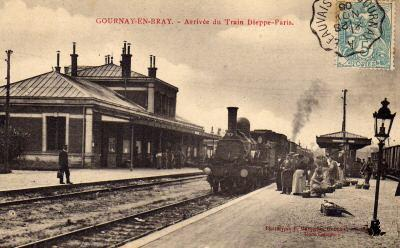
La gare de Gournay - Ferrières, au tout début du XXe siècle.

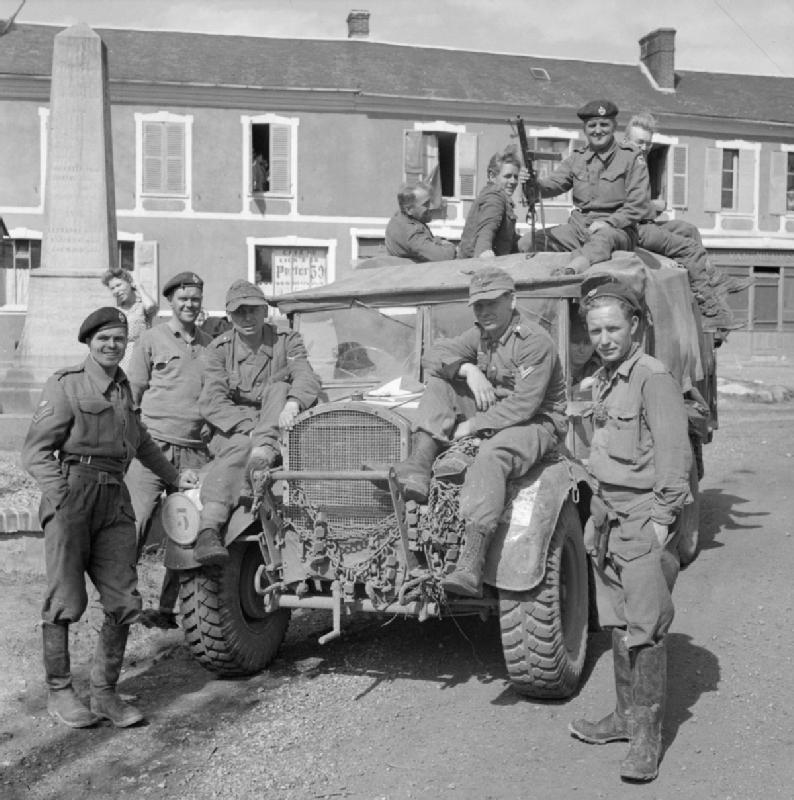
Soldats britanniques à Gournay, le 31 août 1944, lors de sa libération.

Du 3 septembre 1870 au 9 juin 1871, durant la guerre de 1870, Gournay est occupée par les Prussiens.
Lors de la Première Guerre mondiale, la ville sert de refuge aux populations belges et françaises des zones de combats ou occupées par l'ennemi. La ville et la région servent de transit aux troupes montant au front et d'hôpital de l'arrière. Le 16 septembre 1914, trois gendarmes de la 3e légion de gendarmerie en poste à Gournay tombent sous les balles d'un commando prussien lors du Combat de la Rougemare et des Flamants, dans la forêt de Lyons à Neuf-Marché.
Au début de la Seconde Guerre mondiale, lors de la Bataille de France, Le 7 juin 1940, le centre de Gournay est presque totalement détruit par les bombardements allemands. La ville est occupée à partir du 9 juin. Le 30 août 1944, Gournay est libérée par les troupes canadiennes. Il a fallu plus de dix ans pour achever sa reconstruction.

## Politique et administration

### Rattachements administratifs et électoraux

#### Rattachements administratifs
La commune se trouve depuis 1926 dans l'arrondissement de Dieppe du département de la Seine-Maritime.
Elle était depuis 1793 le chef-lieu du canton de Gournay-en-Bray. Dans le cadre du redécoupage cantonal de 2014 en France, cette circonscription administrative territoriale a disparu, et le canton n'est plus qu'une circonscription électorale.

#### Rattachements électoraux
Pour les élections départementales, la commune fait partie depuis 2014 d'un nouveau  canton de Gournay-en-Bray
Pour l'élection des députés, elle fait partie de la deuxième circonscription de la Seine-Maritime.

### Intercommunalité
Gournay-en-Bray était le siège de la communauté de communes du Bray-Normand, un établissement public de coopération intercommunale (EPCI) à fiscalité propre créé fin 2001 et auquel la commune avait transféré un certain nombre de ses compétences, dans les conditions déterminées par le code général des collectivités territoriales.
Dans le cadre des dispositions de la loi portant nouvelle organisation territoriale de la République du 7 août 2015, qui prévoit que les établissements publics de coopération intercommunale (EPCI) à fiscalité propre doivent avoir un minimum de 15 000 habitants, cette intercommunalité a fusionné avec ses voisines pour former, le 1er janvier 2017, la communauté  de communes des Quatre Rivières dont est désormais membre la commune.
A plus large échelle, la commune s'inscrit dans le pôle d'équilibre territorial et rural (PETR) du Pays de Bray et à ce titre, dans l'un des neuf territoires labellisés « territoire durable 2030 » par la Région de Normandie.

### Tendances politiques et résultats
Lors du second tour des élections municipales de 2014 dans la Seine-Maritime, la liste Éric Picard  menée par Éric Picard  obtient la majorité absolue des suffrages exprimés, avec 1 478 voix (53,18 %, 	23 conseillers municipaux élus dont 6 communautaires), devançant largement les listes menées respectivement par : 
 
- Jean-Lou Pain, maire sortant (DVG, 1 015 voix, 36,52 %, 5 conseillers municipaux élus dont 	2 communautaires) ;

-  Helene Le Jeune (FN, 286 voix, 10,29 %, 	1 conseiller municipal élu).

Lors de ce scrutin, 33,47 % des électeurs se sont abstenus.
Lors du premier tour des élections municipales de 2020 dans la Seine-Maritime, la liste DVD menée par le maire sortant Éric Picard obtient la majorité absolue des suffrages exprimés, avec 996 	voix (56,14 %, 23 conseillers municipaux élus dont 11 communautaires), devançant de 218 voix celle DVG menée par Florence Legendre (778 voix, 43,85 %, 6 conseillers municipaux élus dont 3 communautaires).
Lors de ce scrutin marqué par la pandémie de Covid-19 en France, 56,19 % des électeurs se sont abstenus.

### Liste des maires
| Période                                  | Période                     | Identité                       | Étiquette             | Qualité |
| ---------------------------------------- | --------------------------- | ------------------------------ | --------------------- | --- |
| Les données manquantes sont à compléter. |                             |                                |                       | |
| 1800                                     | 1813                        | Francois Nicolas Bodin         |                       | |
| 1813                                     | 1815                        | Pierre Jacques Élie Noël       |                       | |
| 1815                                     | 1826                        | Jean d'Hautecloque de Monturel |                       | |
| 1826                                     | 1830                        | Jean-François Marie de Bongard |                       | général |
| 1830                                     | 1831                        | Pierre Jacques Élie Noël       |                       | |
| 1831                                     | 1871                        | Nicolas Bourgeois              |                       | Notaire |
| 1871                                     | 1891                        | Alfred Boucault                |                       | |
| 1891                                     | 1900                        | François Parfait Queneuil      |                       | |
| 1896                                     | 1900                        | Jules Legrand                  |                       | |
| 1900                                     | 1909                        | Paul Corneille                 |                       | |
| 1909                                     | 1935                        | Charles Duchesne               |                       | Médecin |
| 1935                                     | 1937                        | Géraud Castagné                |                       | |
| 1937                                     | 1945                        | Marcel Trou                    |                       | Arts-et-Métiers An 1914, Commerce alimentaire |
| 1945                                     | 1947                        | Léopold Bellière               |                       | |
| 1947                                     | mars 1959                   | Joseph Finance                 |                       | |
| mars 1959                                | mars 1977                   | Georges Delatre,               | UNR - UDR - RPR - UMP | Chirurgien Maire de Fry (1980 → 2000) Député de la Seine-Maritime (10e circ.) (1962 → 1988) Conseiller régional de la Haute-Normandie (1986 → 2000)          |
| mars 1977                                | 1978                        | René-Jacques Valois            |                       | |
| 1978                                     | 1982                        | Robert Duranton                |                       | |
| 1982                                     | mars 1989                   | Bernard Laurent                |                       | notaire |
| mars 1989                                | juin 1995                   | Alain Carment                  | PS puis DVG           | Employé d'IME Maire de Montroty (2008 → 2011) Conseiller général de Gournay-en-Bray (1987 → 2011) Président de la CC du canton de Gournay-en-Bray (? → 2011) |
| juin 1995                                | avril 2014                  | Jean-Lou Pain                  | DVG                   | |
| 4 avril 2014,                            | En cours (au 25 avril 2022) | Éric Picard                    | DVD → LR              | Chef d'entreprise Vice-président de la CC du Bray-Normand (2014 → 2016) Président de la CC des Quatre Rivières (2017 →) Réélu pour le mandat 2020-2026 ,     |

### Instances de démocratie participative
La commune s'est dotée d'un conseil des Sages, qui représente l'ensemble des citoyens et traite des sujets d'intérêt général.

## Équipements et services publics

### Enseignement
La commune administre les écoles maternelles Prévert et Curie ainsi que l'école primaire Georges Brassens, dont le regroupement dans une cité scolaire unique est envisagé vers 2024.
Le collège Rollon de Gournay-en-Bray  accueille les adolescents de la ville et des environs
La ville accueille également l'école et le collège privé Saint-Hildevert.

### Santé
Après le départ de 4 médecins en 2021, l'offre médicale se stabilise en 2022 avec le développement avec le concours de l'intercommunalité  du cabinet médical de la Tour Ybert où reçoivent de nouveaux médecins. Ce n'est qu'un déplacement de ces "nouveaux médecins" d'un cabinet à un autre,.
La commune dispose d'un hôpital local dépendant du CHU de Rouen, et doté d'un service de soins de suite et de réadaptation (SSR), dont la pérennité, en 2021, n'est pas assurée,.

### Équipements culturels
- Les Écrans, deux salles de cinéma.
- L'espace culturel L'Atelier - médiathèque Michel Bussi.

### Équipements sportifs
Gournay dispose d'une piscine municipale, construite en 1993 et rénovée en 2022,.
Le site du complexe sportif de l’Aulnaie  comprend notamment  4 terrains de foot, une piste d’athlétisme, un  boulodrome, une piste de BMX un tennis couvert.
L'hippodrome du Mont Louvet a été rénové en 2021 par la Société des courses avec l'aide de la Communauté des communes des 4 rivières, après sa fusion avec celui de Mauquenchy,.

### Justice, sécurité, secours et défense
La commune s'est équipée en 2021 d'un système de vidéosurveillance, constitué de 17 caméras fixes et d'appareils mobiles,.
La commune est défendue par un centre de secours du Service départemental d'incendie et de secours de la Seine-Maritime.

## Population et société

### Démographie

#### Évolution démographique
L'évolution du nombre d'habitants est connue à travers les recensements de la population effectués dans la commune depuis 1793. Pour les communes de moins de 10 000 habitants, une enquête de recensement portant sur toute la population est réalisée tous les cinq ans, les populations de référence des années intermédiaires étant quant à elles estimées par interpolation ou extrapolation. Pour la commune, le premier recensement exhaustif entrant dans le cadre du nouveau dispositif a été réalisé en 2007.

En 2022, la commune comptait 5 834 habitants, en évolution de −5,64 % par rapport à 2016 (Seine-Maritime : +0,35 %, France hors Mayotte : +2,11 %).
| 1793  | 1800  | 1806  | 1821  | 1831  | 1836  | 1841  | 1846  | 1851  |
| ----- | ----- | ----- | ----- | ----- | ----- | ----- | ----- | ----- |
| 3 600 | 3 046 | 3 207 | 3 204 | 3 030 | 3 164 | 3 210 | 3 153 | 3 306 |

| 1856  | 1861  | 1866  | 1872  | 1876  | 1881  | 1886  | 1891  | 1896  |
| ----- | ----- | ----- | ----- | ----- | ----- | ----- | ----- | ----- |
| 3 041 | 3 282 | 3 353 | 3 498 | 3 521 | 3 631 | 3 818 | 3 829 | 4 046 |

| 1901  | 1906  | 1911  | 1921  | 1926  | 1931  | 1936  | 1946  | 1954  |
| ----- | ----- | ----- | ----- | ----- | ----- | ----- | ----- | ----- |
| 4 209 | 4 199 | 4 411 | 4 283 | 4 617 | 4 634 | 4 746 | 4 379 | 4 441 |

| 1962  | 1968  | 1975  | 1982  | 1990  | 1999  | 2006  | 2007  | 2012  |
| ----- | ----- | ----- | ----- | ----- | ----- | ----- | ----- | ----- |
| 5 048 | 5 791 | 6 430 | 6 344 | 6 147 | 6 275 | 6 187 | 6 174 | 6 409 |

| 2017  | 2022  | - | - | - | - | - | - | - |
| ----- | ----- | - | - | - | - | - | - | - |
| 6 072 | 5 834 | - | - | - | - | - | - | - |

#### Pyramide des âges
En 2018, le taux de personnes d'un âge inférieur à 30 ans s'élève à 32,0 %, soit en dessous de la moyenne départementale (36,5 %). À l'inverse, le taux de personnes d'âge supérieur à 60 ans est de 34,4 % la même année, alors qu'il est de 26,0 % au niveau départemental.
En 2018, la commune comptait 2 760 hommes pour 3 291 femmes, soit un taux de 54,39 % de femmes, largement supérieur au taux départemental (51,90 %).
Les pyramides des âges de la commune et du département s'établissent comme suit.
| Hommes | Classe d’âge | Femmes |
| ------ | ------------ | ------ |
| 1,5    | 90 ou +      | 3,1    |
| 10,0   | 75-89 ans    | 16,6   |
| 17,6   | 60-74 ans    | 19,0   |
| 19,3   | 45-59 ans    | 18,7   |
| 15,7   | 30-44 ans    | 13,7   |
| 17,8   | 15-29 ans    | 14,5   |
| 18,1   | 0-14 ans     | 14,2   |

| Hommes | Classe d’âge | Femmes |
| ------ | ------------ | ------ |
| 0,7    | 90 ou +      | 1,8    |
| 6,7    | 75-89 ans    | 9,6    |
| 16,7   | 60-74 ans    | 18     |
| 19,4   | 45-59 ans    | 19     |
| 18,5   | 30-44 ans    | 17,5   |
| 19,2   | 15-29 ans    | 17,4   |
| 18,9   | 0-14 ans     | 16,7   |

### Manifestations culturelles et festivités
- Les festivités de la Saint-Clair : Chaque année, au mois de juillet, depuis 1953, les Gournaisiens ainsi que les habitants de la commune se réunissent pour célébrer la Saint-Clair organisée par le comité des fêtes de la ville. Au programme, attractions et animations pendant une dizaine de jours. Ces festivités traditionnelles sont marquées par la Cavalcade et le corso de nuit où déambulent différentes associations gournaisiennes, des groupes venant de France ou d'Europe, ainsi que des chars fleuris confectionnés par les bénévoles du comité. Elle se clôt généralement par un feu d'artifice.
- La Foire des Rameaux, en avril[71].

## Économie et Industrie
- Équipementiers du secteur de l'automobile : 
  - Autoliv Systèmes de sécurité pour véhicules automobiles (airbags, prétensionneurs, ceintures, réglages en hauteur...)[72],[73]
  - MGI Coutier, devenue Akwel, qui, en 2021 compte en 94 salariés[74],[75] ;
- Antenne de la Chambre de commerce et d'industrie de Rouen ;
- Le groupe Truffaut s'est associé au groupe Jullien. Ainsi la jardinerie de Gournay, route de Paris, est franchisée, mais les employés font toujours partie du groupe Jullien, seule l'enseigne a changé.

## Culture locale et patrimoine

### Lieux et monuments

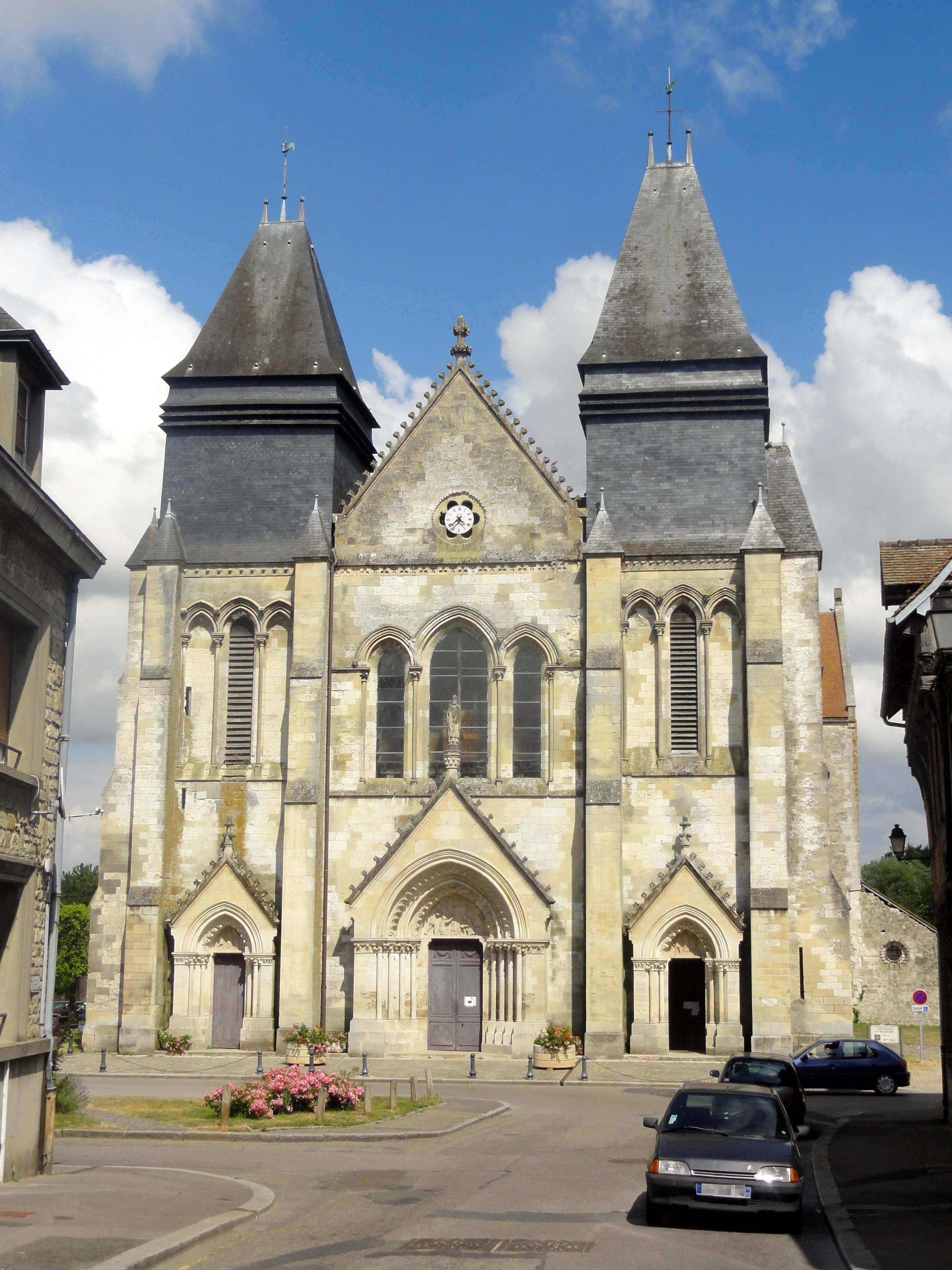
La collégiale Saint-Hildevert.

- La collégiale Saint-Hildevert : 
La collégiale Saint-Hildevert, en majeure partie du XIIe siècle, se compose d'une nef romane de six travées, munie de bas-côtés, d'un transept et d'un chœur de trois travées, également flanqué de bas-côtés, se terminant par un chevet plat percé d'une grande fenêtre du XIVe siècle. Deux travées du côté droit du chœur sont encore romanes ; elles offrent une élévation identique à celle de la nef. Le reste du chœur a été reconstruit au XIIIe siècle.
Les chapiteaux romans de l'église Saint-Hildevert sont sans doute parmi les plus intéressants de la Haute-Normandie. La plupart d'entre eux sont décorés de palmettes et d'entrelacs ; quelques-uns s'ornent de damiers, de chevrons et de motifs de feuillage plaqués ; d'autres enfin sont décorés de scènes figurées, maladroitement traitées mais souvent très expressives.
L'église Sainte-Hildevert est classée Monument historique depuis 1840[76].
- La porte de Paris ou porte Ibert (XVIIIe siècle), inscrite à l'inventaire supplémentaire des Monuments historiques en 1930[77]. Elle se trouve à l'emplacement d'une ancienne porte fortifiée construite par le duc de Montmorency.
- La fontaine monumentale (XVIIIe siècle), classée Monument historique en 1945[78]. Elle est construite en 1779, pour permettre la première adduction d'eau dans le centre de la ville.
- Fortifications de la ville (XIIIe siècle), rue des Remparts et rue Castagne.
- Anciens fossés du Xe siècle, rue du Croquet-Dubosc et boulevard Montmorency.
- Pont sur l'Epte et ancien moulin rue de Ferrières.
- Couvent des Capucins, construit en 1642. Occupé jusqu'en 1789, il accueille successivement les services du chef-lieu de district, la municipalité et le tribunal de commerce.
- L'ancienne Halle au beurre et le Kursaal. Construite en 1821 pour abriter une halle au beurre, elle est rehaussée en 1927 pour créer une salle de spectacle de 586 places en activité jusqu'en 1975, puis 2 salles de cinéma en 1976 (les écrans) au rez-de-chaussée.
- Le monument aux morts, édifié en 1922 en hommage aux morts de la Première Guerre mondiale, conçu par l’architecte Fernand Rimbert, réalisé par le marbrier  A. Decostre et orné d'une sculpture d'Henri-Léon Gréber représentant un poilu entièrement nu portant un drapeau déchiré et levant son casque[79],[80].

- Circuit de découverte de la ville Gournay-en-Bray au fil des pas  reliant notamment le couvent des Capucins, la Halle au Beurre, la Collégiale Saint Hildevert et le moulin[81],[82].

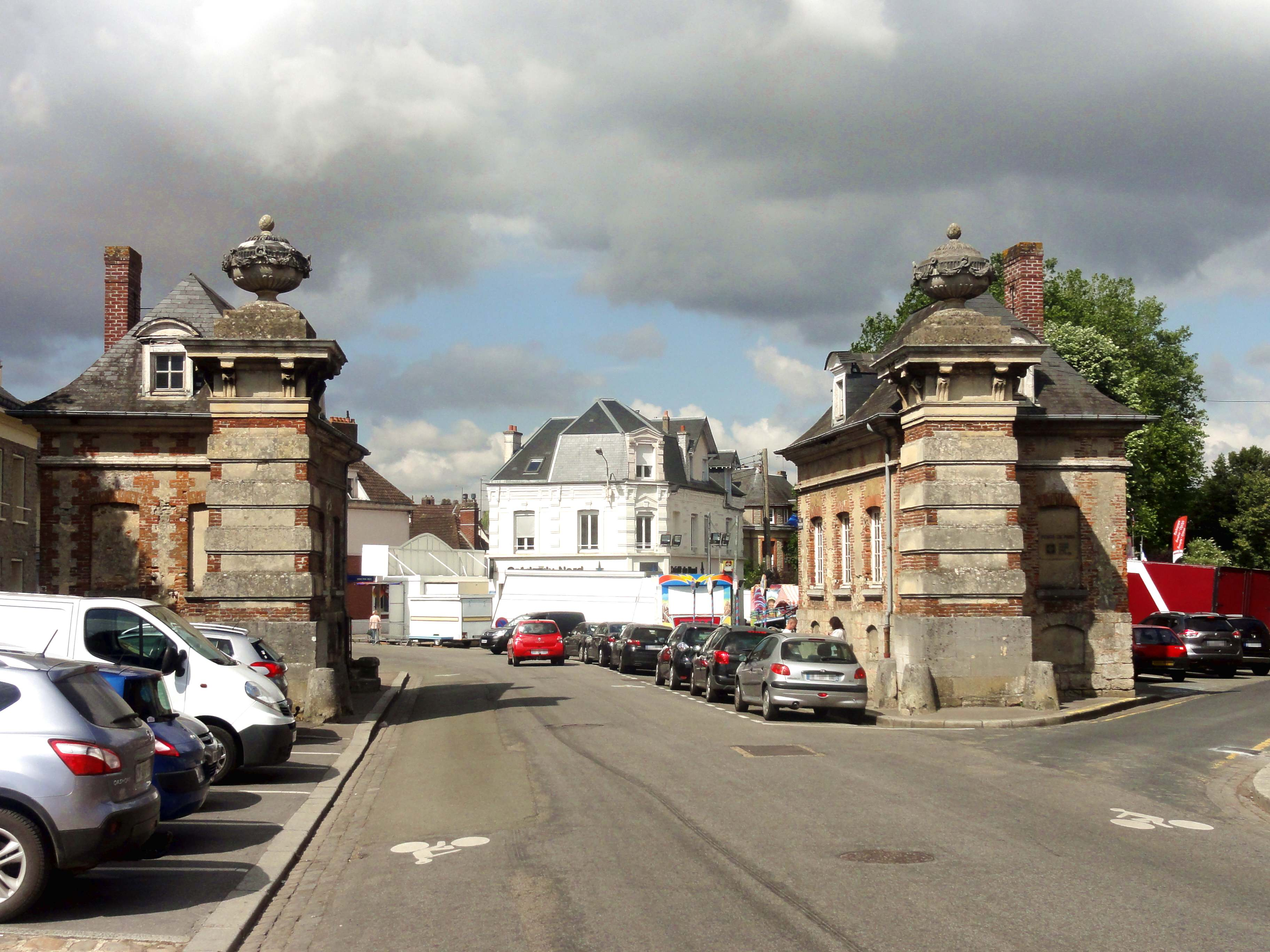
La Porte de Paris
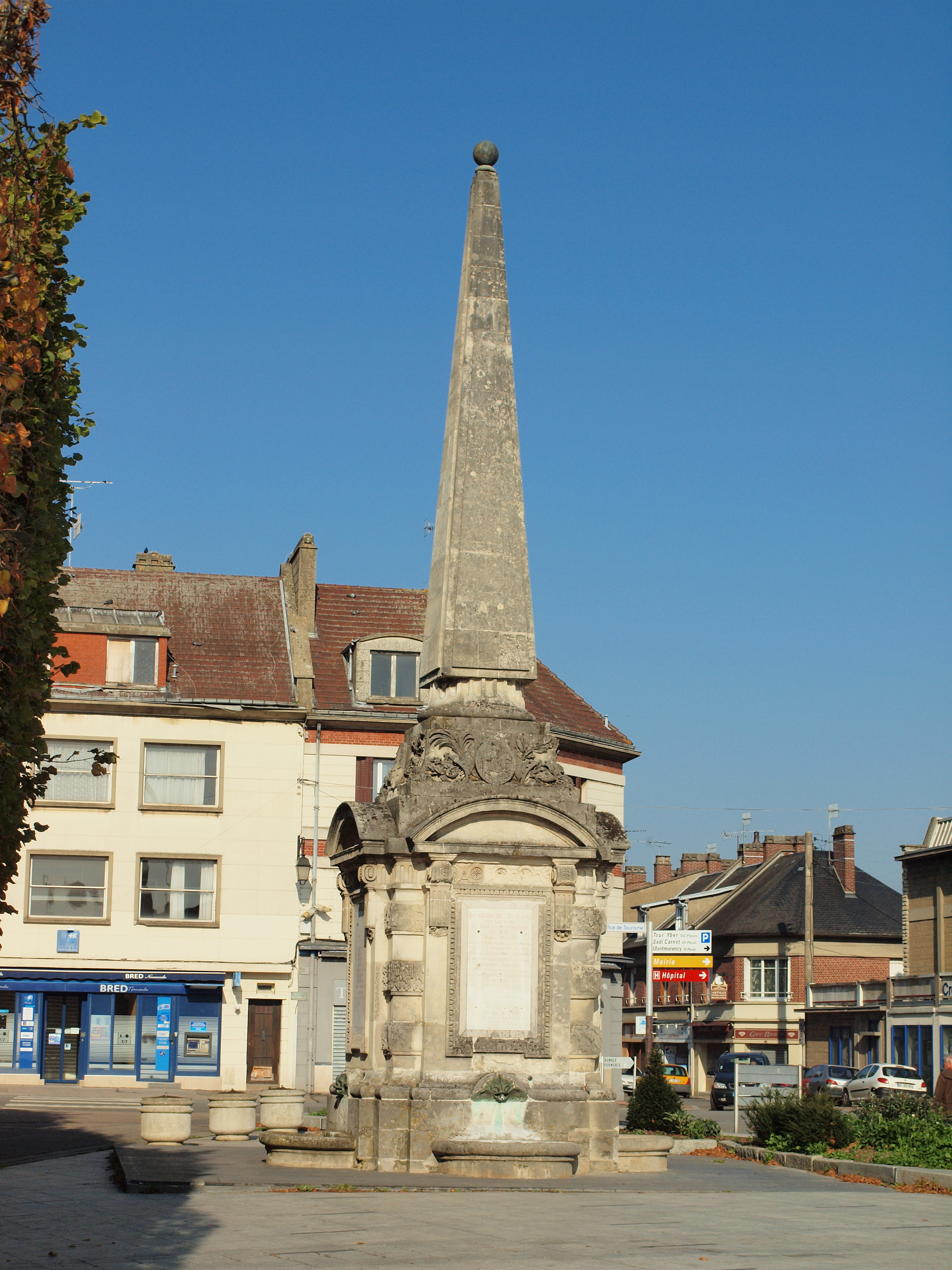
La fontaine monumentale.
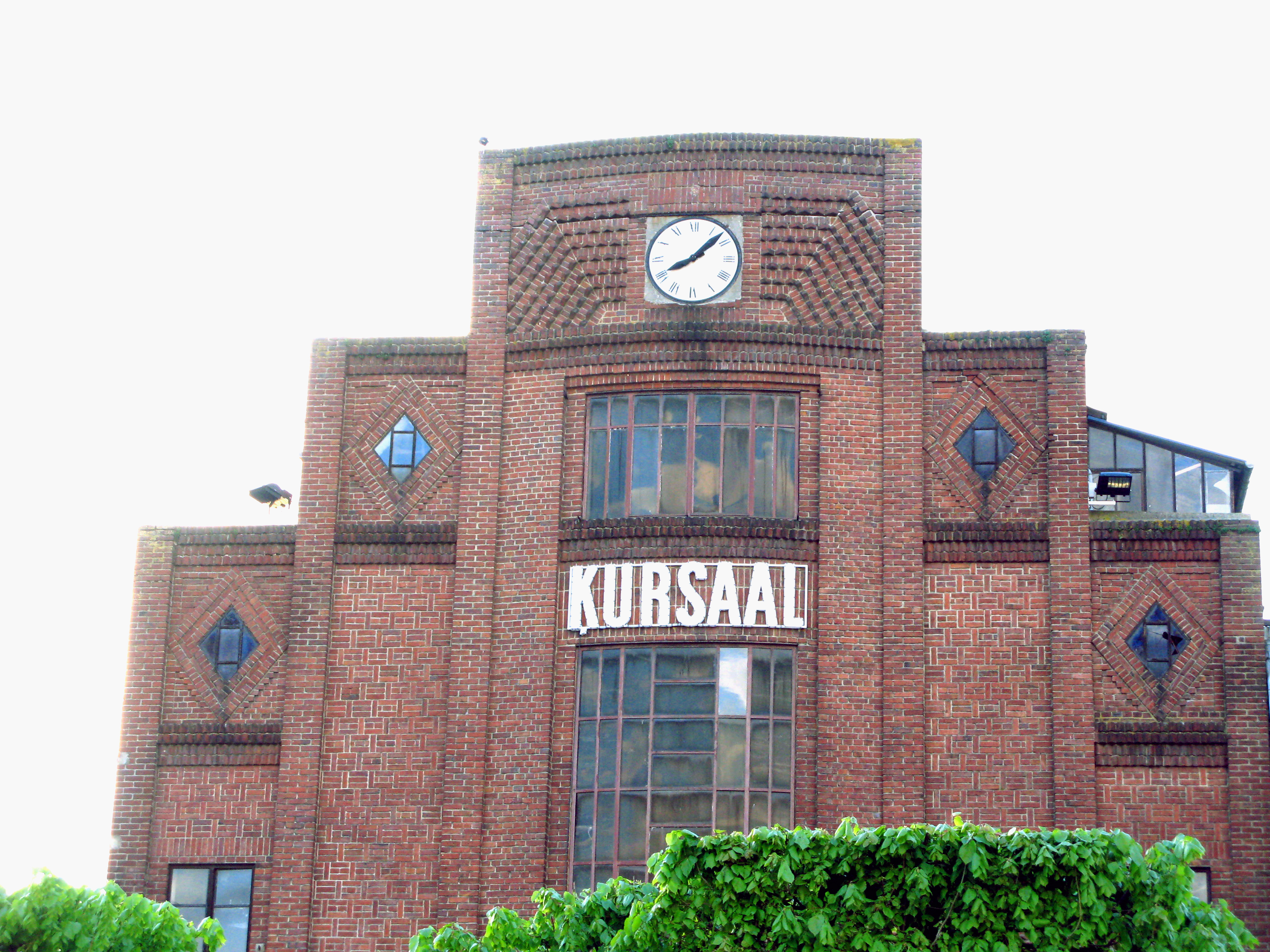
Le Kursaal.
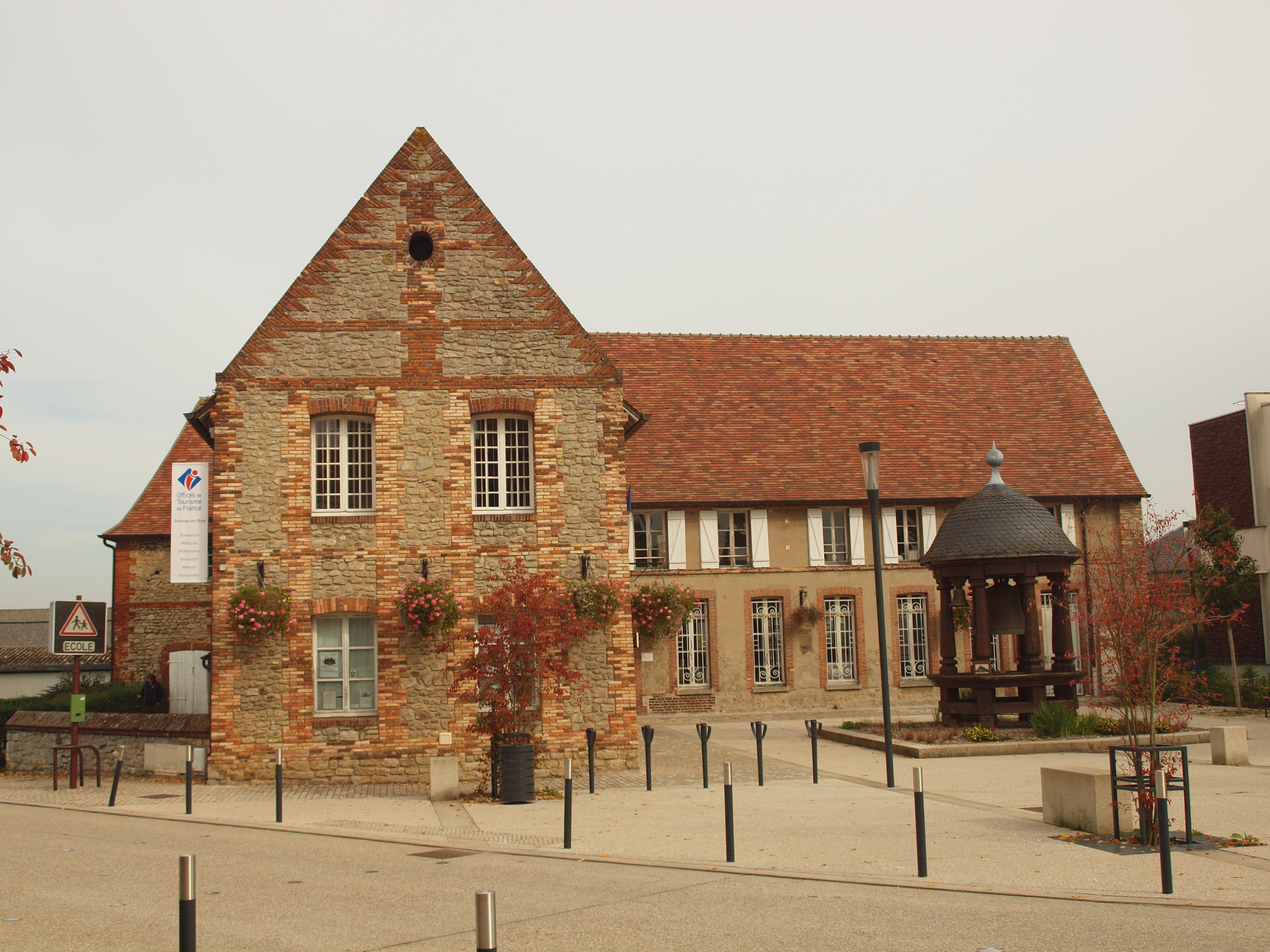
L'office du tourisme.
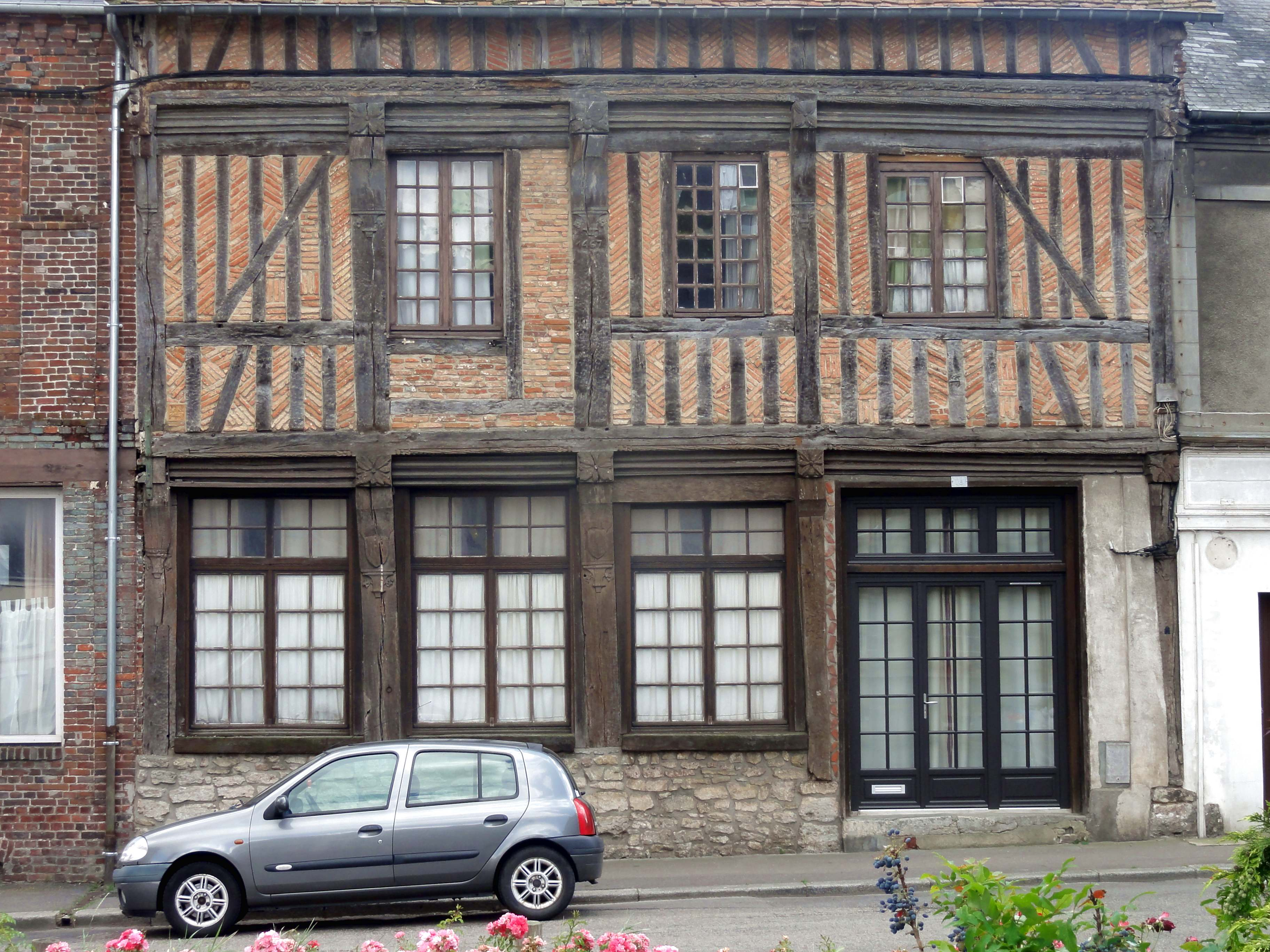
Détail de la Maison canoniale de 1467, dite Le Cloître
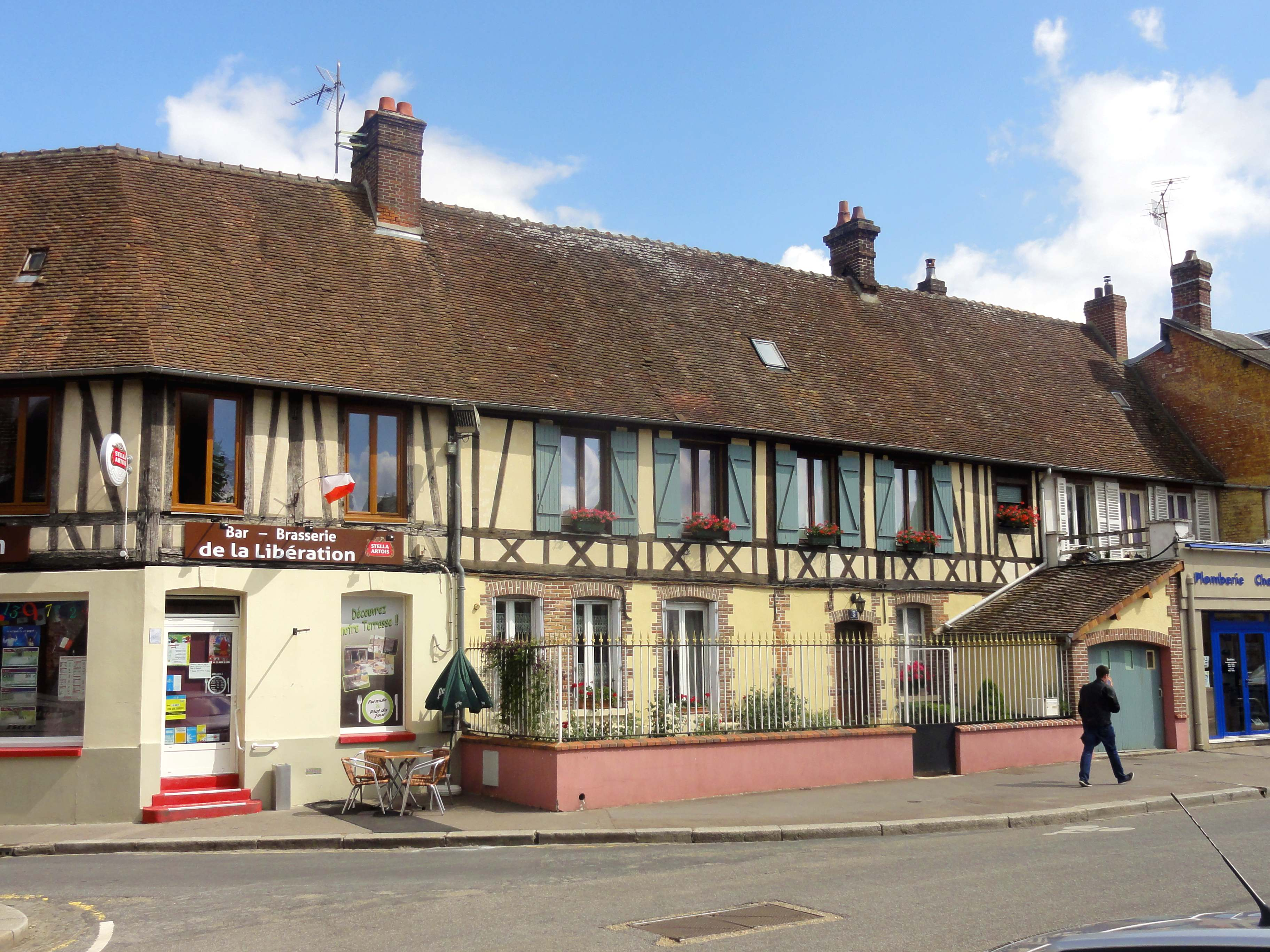
Maison, rue Legrand-Baudu

### Personnalités liées à la commune
- Famille de Gournay
- Julien Courbey (1976-), acteur ayant habité la commune.
- René Marie Maximilien Léopold de Stabenrath (1759-1794), homme politique né à Gournay-en-Bray, député d'Eure-et-Loir à l'Assemblée nationale législative. Jugé et condamné, il est guillotiné en 1794.
- Jean-Marie Eléonor Léopold de Stabenrath (1770-1853), adjudant-général de la Révolution et de l'Empire, né dans la commune[83], mort à Bruquedalle.
- Jean-Michel Dupuis (1955-2024), acteur né dans la commune.
- Gilles-William Goldnadel (Rouen 1954), a passé toute son enfance sur la commune, ses parents y avaient un magasin de confection, il y a souffert de l'antisémitisme[84].
- Guy Grosso (1933-2001), acteur ayant habité la commune.
- Stanislas-Marie Maillard (1763-1794), artisan de basses œuvres révolutionnaire français né dans la commune.
- Loys de Robersart (-1430), sire d’Escaillon et de Bruille, général maître et enquêteurs des eaux et forêts du duché de Normandie, chambellan du roi Henri VI d'Angleterre.
- Monique Thierry (1940-2021), actrice, y est décédée.

### Élevage
La ville a donné son nom à une espèce de poules, la poule de Gournay, au plumage noir et blanc.

### Héraldique
| Blason de Gournay-en-Bray | Blason  | De sable au cavalier armé et contourné d'argent, caparaçonné d'hermines et tenant de la main dextre une lance d'argent, surmonté d'une fleur de lis d'or. |
| Blason de Gournay-en-Bray | Détails | Écu noir d'Eudes, premier sire de Gournay. Le statut officiel du blason reste à déterminer.                                                               |